# Septembre 1914 (guerre mondiale)
août 1914 - septembre 1914 - octobre 1914
- 1er septembre :
  - Les Allemands évacuent les territoires conquis en Oubangui-Chari.
  - À Remenoville, Frédéric Henri Wolff, chef de bataillon du 36e Régiment d’infanterie coloniale, est le premier soldat fusillé pour l'exemple[1].

- 3 septembre :
  - Von Kluck passe la Marne à Château-Thierry avec son aile gauche.
  - Le général Lanrezac est limogé par Joseph Joffre et remplacé au commandement de la Ve armée par le général Franchet d'Esperey.
  - L'Osservatore Romano, organe de presse du Saint-Siège, proclame officiellement la neutralité de l'État pontifical.
  - Abandonné par les grandes puissances européennes engagées dans le conflit, le Prince d'Albanie, Guillaume de Wied, fuit le pays.

- 4 septembre :
  - Occupation de Reims par l'armée allemande.
  - Début de la bataille du grand-couronné de Nancy.
  - le général Gallieni réquisitionne les taxis parisiens pour le transport des troupes.
  - Le général Gallieni donne l'ordre au général Maunoury, commandant de la VIe armée de se porter le lendemain au nord de Meaux pour attaquer le flanc droit de la Ire armée du général von Kluck.
  - Fuite du Prince Guillaume de Wied, prince d'Albanie, un mois après le départ des derniers contingents européens garants de son maintien sur le trône albanais. La principauté se trouve dès lors livrée à l'anarchie.
  - Signature de la convention de Londres entre la France, le Royaume-Uni et l'Empire russe : les trois alliés s'engagent à ne pas négocier de paix séparée avec le Reich et ses alliés.

- 5 septembre :
  - Début des attaques françaises sur la Marne : au terme de plusieurs jours de combats, les Alliés remportent une victoire importante sur les forces d'invasion allemandes, faisant échouer le plan Schlieffen.
  - Deuxième sortie de l'armée belge d'Anvers.
  - déclaration de Londres : Les Français, les Britanniques et les Russes prennent l'engagement de ne pas conclure de paix séparée avec les puissances centrales.

- 6 septembre :
  - Début de la Bataille de Rava-Rouska : au terme de cinq jours de combats, le dispositif austro-hongrois face à la Russie est rompu.
  - Raid maritime allemand sur les possessions britanniques des îles Kiribati.

- 7 septembre :
  - Bataille des lacs de Mazurie : au terme de 7 jours de combats, l'avance russe en Prusse orientale est stoppée le 14.
  - Reddition des soldats allemands assiégés à Toma en Nouvelle-Guinée.

- 8 septembre :
  - Maubeuge est prise par les troupes allemandes.
  - Sur le front de l'Est, premier combat aérien de l'histoire entre le Russe Piotr Nesterov et l'Austro-hongrois Franz Malina. Les deux pilotes meurent à la suite d'un éperonage tenté par l'aviateur russe.

- 9 septembre :
  - Le général von Moltke ordonne la retraite des armées de l'aile droite allemande et l'arrêt de l'offensive contre le Grand-Couronné.
  - Publication du Septemberprogramm, rédigé par les services du chancelier du Reich, Theobald von Bethmann-Hollweg : Ce texte constitue la première énumération précise des buts de guerre dans le conflit ; il constitue aussi la base d'un intense débat historiographique depuis 1961.
  - Remise au chancelier duReich du programme des buts de guerre de l'industrie lourde allemande par Matthias Erzberger : les industriels réclament l'annexion au Reich des bassins industriels français de Lorraine et russes du Don, ainsi que le Caucase et la Crimée.

- 10 septembre au 13 septembre :
  - Retraite générale des armées allemandes jusqu’à l’Aisne, la Vesle et la Suippe.

- 11 septembre :
  - Les Russes s'emparent de Lemberg : les Austro-hongrois refluent jusqu'aux Carpathes.
  - Bataille de Bita Paka : raid australien contre le poste de transmission allemand en Nouvelle-Guinée allemande.

- 13 septembre :
  - Succès français autour de Nancy.
  - Occupation française de Lunéville et Pont-à-Mousson, abandonnés la veille par les Allemands en retraite.
  - Décret sur la première émission des bons de la défense nationale (4 %) : à compter de cette date, le Trésor émet de manière permanente et sans plafonnement des bons auprès du grand public.

- 16 septembre :
  - Combat de la Rougemare et des Flamants contre un commando allemand en Normandie.

- 17 septembre :
  - Signature d'un traité d'alliance entre le gouvernement royal serbe et le conseil de régence albanais, alors dirigé par Essad Pacha Toptani.
  - Début des opérations de guérilla menées par Hermann Detzner en Nouvelle-Guinée allemande ; leur reddition intervient à partir du 9 décembre 1918, date de l'ouverture des pourparlers en vue de sa reddition, le 5 janvier suivant.
  - La Russie impériale demande officiellement à l'un de ses alliés, la France, ses buts de guerre, après la victoire française sur la Marne.

- 20 septembre :
  - Première mention des buts de guerre français, à la suite d'un échange avec Petrograd : le conseil des ministres aspire à l'évacuation des territoires envahis par le Reich, au retour de l'Alsace-Lorraine à la France et, sous certaines conditions, à la partition du Reich.
  - Bombardement du port de Zanzibar.

- 21 septembre :
- reddition d'Eduard Haber, gouverneur de la colonie allemande de Nouvelle-Guinée : la colonie est administrée par les troupes australiennes, jusqu'à la fin du conflit.

- 22 septembre :
  - Bataille de Papeete : bombardement de la ville par la flotte allemande du Pacifique.

- 23 septembre :
  - après la vente de deux croiseurs allemands, le Goeben et le Breslau, à la marine ottomane, l'amiral Wilhelm Souchon est nommé commandant en chef de la flotte ottomane.

- 24 septembre :
  - Prise du port de Madang, en Nouvelle-Guinée allemande, par les troupes australiennes.

- 25 septembre :
  - Début de la course à la mer : extension du front allemand visant à déborder par la gauche les armées alliés.

- 26 septembre :
  - Nomination de Théophile Delcassé au poste de Ministre français des Affaires étrangères.
  - Victoire allemande à Sandfontein : les troupes coloniales allemandes obligent un contingent sud-africain à se rendre en Namibie.

- 27 septembre :
  - Prise de Douala par les troupes franco-britanniques.
  - Formation en France d'une première escadrille de bombardiers.

- 28 septembre :
  - début du siège d'Anvers. Après la chute des deux ceintures fortifiées entourant la ville à distance, les troupes allemandes commencent l'attaque du noyau urbain.

- 29 septembre :
  - Début des opérations allemandes sur le cours moyen de la Vistule : échec de la tentative allemande de prendre la ville de Varsovie.
  - débarquement japonais aux îles Marshall, alors colonie allemande.